# Allantodia aspera
Allantodia aspera là một loài thực vật có mạch trong họ Woodsiaceae. Loài này được (Blume) Ching miêu tả khoa học đầu tiên năm 1964.